# Quận Stark, Illinois
Quận Stark là một quận thuộc tiểu bang Illinois, Hoa Kỳ.
Quận này được đặt tên theo. Theo điều tra dân số của Cục điều tra dân số Hoa Kỳ năm 2000, quận có dân số người. Quận lỵ đóng ở.

## Địa lý
Theo Cục điều tra dân số Hoa Kỳ, quận có diện tích km2, trong đó có km2 là diện tích mặt nước.

## Thông tin nhân khẩu
Theo điều tra dân số 2 năm 2000, quận này đã có dân số 6.332 người, 2.525 hộ gia đình, và 1.764 gia đình sống trong quận hạt. Mật độ dân số là 22 người trên một dặm vuông (8/kmТВ). Có 2.725 đơn vị nhà ở với mật độ bình quân 10 trên một dặm vuông (4/kmТВ). Thành phần chủng tộc của cư dân sinh sống trong quận gồm 98,63% người da trắng, 0,06% da đen hay Mỹ gốc Phi, 0,19% người Mỹ bản xứ, 0,19% ở châu Á, 0,14% từ các chủng tộc khác, và 0,79% từ hai hoặc nhiều chủng tộc. 0,85% dân số là người Hispanic hay Latino thuộc một chủng tộc nào. 27,7% là người gốc Đức, gốc Anh 15,3%, 12,1% người Mỹ, 11,1% và 6,6% Ailen Thụy Điển tổ tiên theo điều tra dân số năm 2000.
Có 2.525 hộ, trong đó 30,30% có trẻ em dưới 18 tuổi sống chung với họ, 60,00% là đôi vợ chồng sống với nhau, 7,00% có một chủ hộ nữ và không có chồng, và 30,10% là không lập gia đình. 27,10% hộ gia đình đã được tạo ra từ các cá nhân và 15,00% có người sống một mình65 tuổi hoặc cao hơn. Cỡ hộ trung bình là 2,46 và cỡ gia đình trung bình là 3,00.
Trong quận cơ cấu độ tuổi dân cư được trải ra với 25,10% dưới độ tuổi 18, 6,80% 18-24, 25,20% 25-44, 23,70% từ 45 đến 64, và 19,20% từ 65 tuổi trở lên người. Độ tuổi trung bình là 40 năm. Đối với mỗi 100 nữ có 93,20 nam giới. Đối với mỗi 100 nữ 18 tuổi trở lên, đã có 90,10 nam giới.
Thu nhập trung bình cho một hộ gia đình trong quận đạt mức USD 35.826, và thu nhập trung bình cho một gia đình là USD 43.410. Phái nam có thu nhập trung bình USD 30.774 so với 22.146 USD đối với phái nữ. Thu nhập bình quân đầu người là 16.767 USD. Có 6,30% gia đình và 8,60% dân số sống dưới mức nghèo khổ, bao gồm 11,20% những người dưới 18 tuổi và 8,00% của những người 65 tuổi hoặc cao hơn.